# نایجل پاتریک
 نایجل پاتریک (انگلیسی: Nigel Patrick؛ ۲ مهٔ ۱۹۱۲ – ۲۱ سپتامبر ۱۹۸۱) یک هنرپیشه، و کارگردان اهل بریتانیا بود. 
از فیلم‌ها یا برنامه‌های تلویزیونی که وی در آن نقش داشته است می‌توان به نبرد بریتانیا و دیوار صوتی اشاره کرد.